# Pietati proximum
Pietati proximum (Slovensko Sosed pobožnosti), bolj znana kot Zlata bula iz Rietija, je bila bula papeža Gregorja IX., objavljena 3. avgusta 1234, s katero je potrdil »večno in absolutno lastništvo« Tevtonskega reda nad deželo Helmno vzhodno od spodnje Visle in vsemi drugimi deželami, ki jih je red osvojil v Prusiji. Nemški redovi so postali odgovorni izključno papežu. Bula iz Rietija je bila pisna potrditev prejšnjega ustnega soglasja, danega avgusta in septembra 1230, ker je veliki mojster tevtonskih vitezov Hermann von Salza trmasto vztrajal pri pisnem dokumentu.
Bula iz Rietija ustreza Zlati buli iz Riminija iz leta 1226, povezani s cesarjem Svetega rimskega cesarstva Friderikom II. in Mirom iz Kruszwice iz leta 1230, sklenjenim s poljskim vojvodom Konradom I. Mazovskim.
26. julija 1257 je bulo potrdil papež Aleksander IV.